# Livio Jean-Charles
Livio Philippe Jean-Charles (Cayena, Guayana Francesa, 8 de noviembre de 1993) es un jugador de baloncesto francés que pertenece a la plantilla del PBC CSKA Moscú de la VTB United League. Con 2,06 metros de estatura, juega en la posición de alero.

## Trayectoria deportiva

### Formación
Jean-Charles comenzó a jugar en el Centre Fédéral du Basket-Ball, un equipo de formación auspiciado por la Federación Francesa de Baloncesto y que compite en la Nationale Masculine 1, la tercera división francesa. Allí jugó dos temporadas, en las que promedió 7,5 y 13,0 puntos por partido respectivamente.

### Selección nacional
Desde los 16 años ha pasado por todas las categorías inferiores de la selección francesa, obteniendo el subcampeonato del Europeo Sub-20 de 2012, competición en la que promedió 8,8 puntos y 6,8 rebotes por partido.

### Profesional
En 2011 firma su primer contrato profesional con el ASVEL Lyon-Villeurbanne, club al que pertenece en la actualidad. En sus dos primeras temporadas en el equipo promedió 3,5 puntos y 3,5 rebotes por partido.
Fue elegido en la vigésimo octava posición del Draft de la NBA de 2013 por San Antonio Spurs, pero una lesión en la rodilla derecha jugando con su selección le hizo pasar por el quirófano, apartándole de las canchas durante 6 meses, frustrándose su fichaje por el equipo texano.
El 22 de julio de 2016 fichó por los San Antonio Spurs, pero fue cortado el 22 de octubre tras disputar tres partidos de pretemporada.
El 30 de marzo de 2017 regresó al ASVEL Lyon-Villeurbanne, al firmar para el resto de la temporada.
El 18 de marzo de 2018 es fichado por el Unicaja de Málaga hasta el final de temporada.
Tras finalizar su contrato con el Unicaja de Málaga regresa de nuevo al ASVEL Lyon-Villeurbanne con el que firma un contrato de tres años.
En julio de 2020, se compromete con el Olympiakos B. C. de la A1 Ethniki.
[actualizar]